# Annie Corley
Annie Corley (Lafayette (Indiana), 1960) is een Amerikaans actrice.

## Biografie
Corley werd geboren in Lafayette (Indiana), waar zij de high school doorliep aan de McCutcheon High School. Hierna studeerde zij af aan de DePauw University in Greencastle (Indiana). 
Corley begon in 1990 met acteren in de televisieserie Monsters, waarna zij nog meerdere rollen speelde in televisieseries en films. Zo speelde zij in onder ander Malcolm X (1992), Free Willy 3: The Rescue (1997), The Cider House Rules (1999), Faster (2010) en The Killing (2011-2014). 

## Filmografie

### Films
- 2012 Blue-Eyed Butcher - als mrs. Wright
- 2010 Faster - als moeder
- 2009 Crazy Heart - als Donna
- 2009 Law Abiding Citizen - als rechter Laura Burch
- 2009 Arlen Faber - als mrs. Gold
- 2008 The Lucky Ones - als Jeanie Klinger
- 2006 Stick It - als officier Ferguson
- 2003 Monster - als Donna
- 2003 21 Grams - als Trish
- 2003 Seabiscuit - als mrs. Pollard
- 2002 The Pennsylvania Miners' Story - als Annette Fogle
- 2002 Juwanna Mann - als coach Rivers
- 2000 Forever Lulu - als Millie Ellsworth
- 2000 Here on Earth - als Betsy Arnold
- 2000 If You Only Knew - als Joanne
- 1999 The Cider House Rules - als Carla
- 1999 The '60s - als Mary Herlihy
- 1999 Last Chance - als Polly
- 1997 Free Willy 3: The Rescue - als Drew Halbert
- 1996 Box of Moon Light - als Deb Fountain
- 1995 The Bridges of Madison County - als Carolyn Johnson
- 1994 Beyond Betrayal - als Iris McKay
- 1994 Children of the Dark - als Susan
- 1994 Pointman - als rechter Helen Pappas
- 1992 Malcolm X - als televisieverslaggeefster
- 1992 The President's Child - als Myra Kelsey

### Televisieseries
Uitgezonderd eenmalige gastrollen.
- 2011-2014 The Killing - als Regi Darnell - 18 afl.
- 1999-2000 The West Wing - als Mary Marsh - 2 afl.
- 1997-1999 The Practice - als dokter
- 1997 NYPD Blue - als Sherrie Egan - 2 afl.
- 1993 The Tommyknockers - als Marie Brown - 2 afl.

- Biblioteca Nacional de España: XX1306990
- Bibliothèque nationale de France: cb141665181 (data)
- Gemeinsame Normdatei: 1061463303
- International Standard Name Identifier: 0000 0000 8143 8637
- Library of Congress Control Number: no98115875
- Nationale Bibliotheek van Tsjechië: xx0155693
- Nationale Bibliotheek van Israël: 987007442579705171
- Nederlandse Thesaurus van Auteursnamen: 165886099
- Système universitaire de documentation: 148932053
- Virtual International Authority File: 64215545
- WorldCat: E39PBJcKP6hKvBjYbfcP3rv8md